# Vraine
Die Vraine ist ein etwa 23 Kilometer langer Bach in Frankreich, der im Département Vosges in der Region Grand Est verläuft und von rechts in den Vair mündet.

## Geographie

### Verlauf
Die Vraine entspringt im Gemeindegebiet von Domjulien, entwässert generell in nordwestlicher Richtung und mündet nach rund 23 Kilometern bei Removille als rechter Nebenfluss in den Vair.

### Einzugsgebiet
Das Einzugsgebiet der Vraine ist 114,1 km² groß und besteht zu 79,48 % aus landwirtschaftliches Gebiet, zu 17,03 % aus Waldflächen und zu 3,65 % aus bebauten Flächen.
Die Flächenverteilung

### Zuflüsse
- Ruisseau de la Glayere (links), 1,8 km
- Ruisseau de l'Ermite (rechts)
- Ruisseau la Deuille (links), 1,6 km
- Ruisseau du Puits de Haie (rechts), 4,7 km
- Ruisseau le Canal de l'Etang (rechts), 5,2 km
- Ruisseau du Bois (links), 5,7 km
- Ruisseau du Biecene (rechts), 9,9 km
- Ruisseau de Chanot-Fontaine (rechts), 2,9 km
- Ruisseau d'Aouze (rechts), 5,0 km

### Orte am Bach
(Reihenfolge in Fließrichtung)
- Domjulien
- Gironcourt-sur-Vraine
- Dommartin-sur-Vraine
- Removille